# Henri Langlois
Henri Langlois (Smirne, 13 novembre 1914 – Parigi, 13 gennaio 1977) è stato un archivista, restauratore e critico cinematografico francese, direttore della Cinémathèque Française, pioniere del restauro e della conservazione delle pellicole cinematografiche.

## Biografia

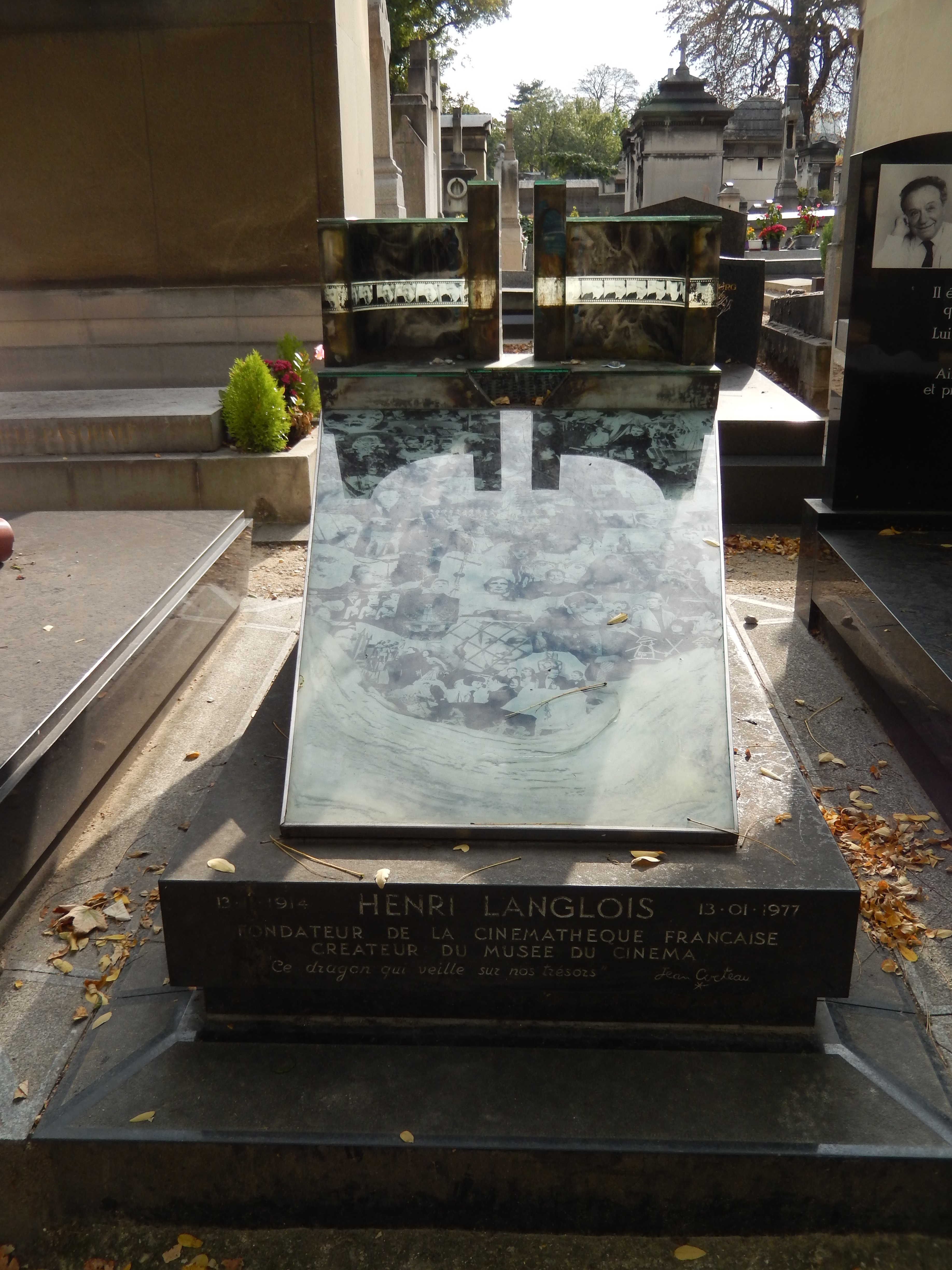
Tomba di Henri Langlois, al cimitero di Montparnasse.

Nel 1936, insieme a Georges Franju e Jean Mitry fondò la Cinémathèque Française, che divenne nel corso degli anni una delle principali cineteche del mondo.
Durante la seconda guerra mondiale salvò decine di pellicole durante l'occupazione nazista della Francia.

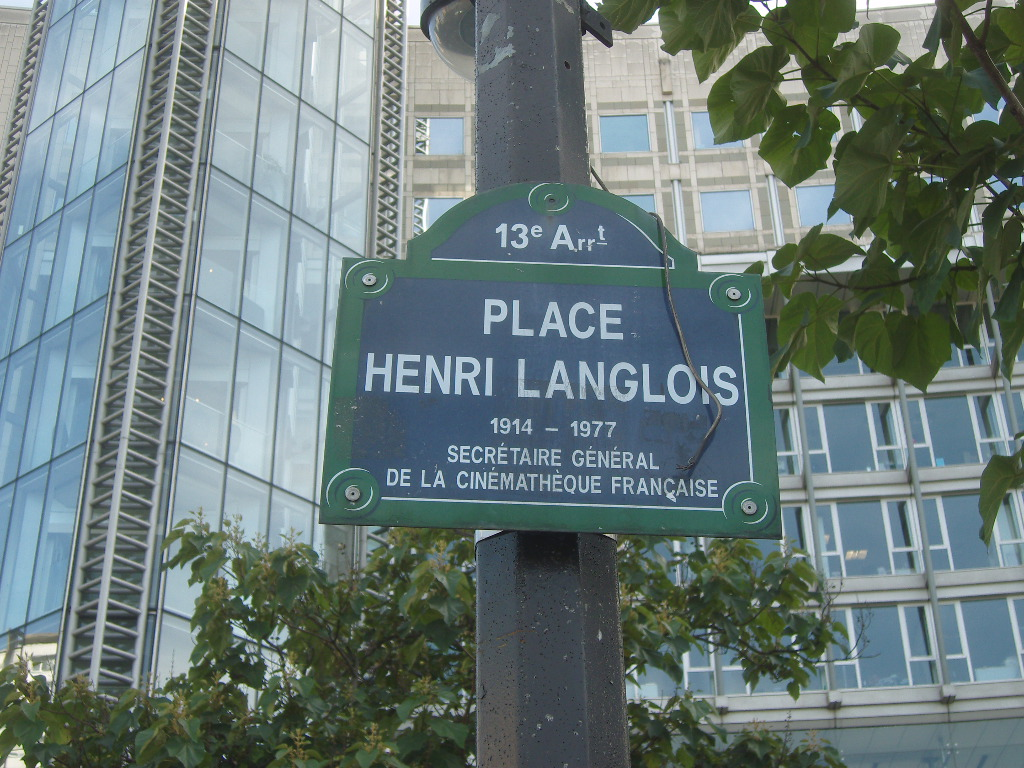
Targa della strada parigina dedicata a Henri Langlois.

È stato una figura chiave per la cultura cinematografica di molti registi del movimento della Nouvelle Vague.
Nel febbraio 1968 la sua rimozione dalla direzione della Cinémathèque da parte del ministro della cultura francese André Malraux provocò l'insurrezione di molti intellettuali, registi e critici; il 15 febbraio la polizia intervenne per disperdere una manifestazione di tremila persone di fronte alla Cineteca. Registi come Truffaut, Godard, Chabrol, Resnais, Renoir e Carné formarono un "Comitato di difesa della Cinémathèque". All'iniziativa aderirono anche i registi italiani Michelangelo Antonioni, Marco Bellocchio, Bernardo Bertolucci, Mario Ferrero, Pier Paolo Pasolini, Gianni Serra, Roberto Rossellini, Paolo e Vittorio Taviani che spedirono un telegramma (tuttora conservato alla Cinémathèque di Parigi) in cui vietavano la proiezione dei propri film sotto la nuova gestione. Alla fine Langlois fu reintegrato al suo posto di direttore artistico e tecnico. L'episodio è ricordato come uno dei segnali premonitori del "maggio francese" del 1968.